# Нгребада, Фирмен
Фирмен Нгребада (фр. Firmin Ngrebada; род. 24 мая 1968, Банги) — политический и государственный деятель, премьер-министр Центральноафриканской Республики с 25 февраля 2019 по 15 июня 2021 года.

## Биография
Получил степень бакалавра в 1988 году, а в 1994 году получил степень магистра государственного права в Университете Банги. В октябре 1993 года поступил на государственную службу в инспекцию труда и социального законодательства.
Фирмен Нгребада был изгнан во время захвата власти повстанческой группировкой «Селека» в марте 2013 года, а затем вернулся в страну в 2014 году. Является руководителем пропрезидентской политической партии Движение объединённых сердец. Он снова входит в круг Фаустина-Архангела Туадеры во время президентской кампании 2016 года и становится его директором 1 апреля 2016 года. Он, в частности, глава делегации, который возглавил переговоры с повстанческими вооруженными группами, которые приведут к 13 мирному соглашению в Центральноафриканской Республике, подписанному 2 февраля 2019 года.
После отставки правительства и премьер-министра Симплиса Саранджи 22 февраля 2019 года Фирмин Нгребада был назначен 25 февраля на пост премьер-министра президентом Фостен-Арканжом Туадерой. Нгребаде было поручено сформировать правительство национального единства с различными компонентами вооружённых группировок.
10 июня 2021 года Фирмен Нгребада и его кабинет подали в отставку в связи с выводом 160 французских солдат из ЦАР.
Женат на двоюродной сестре Фостен-Арканжа Туадера. 